# باغر 288

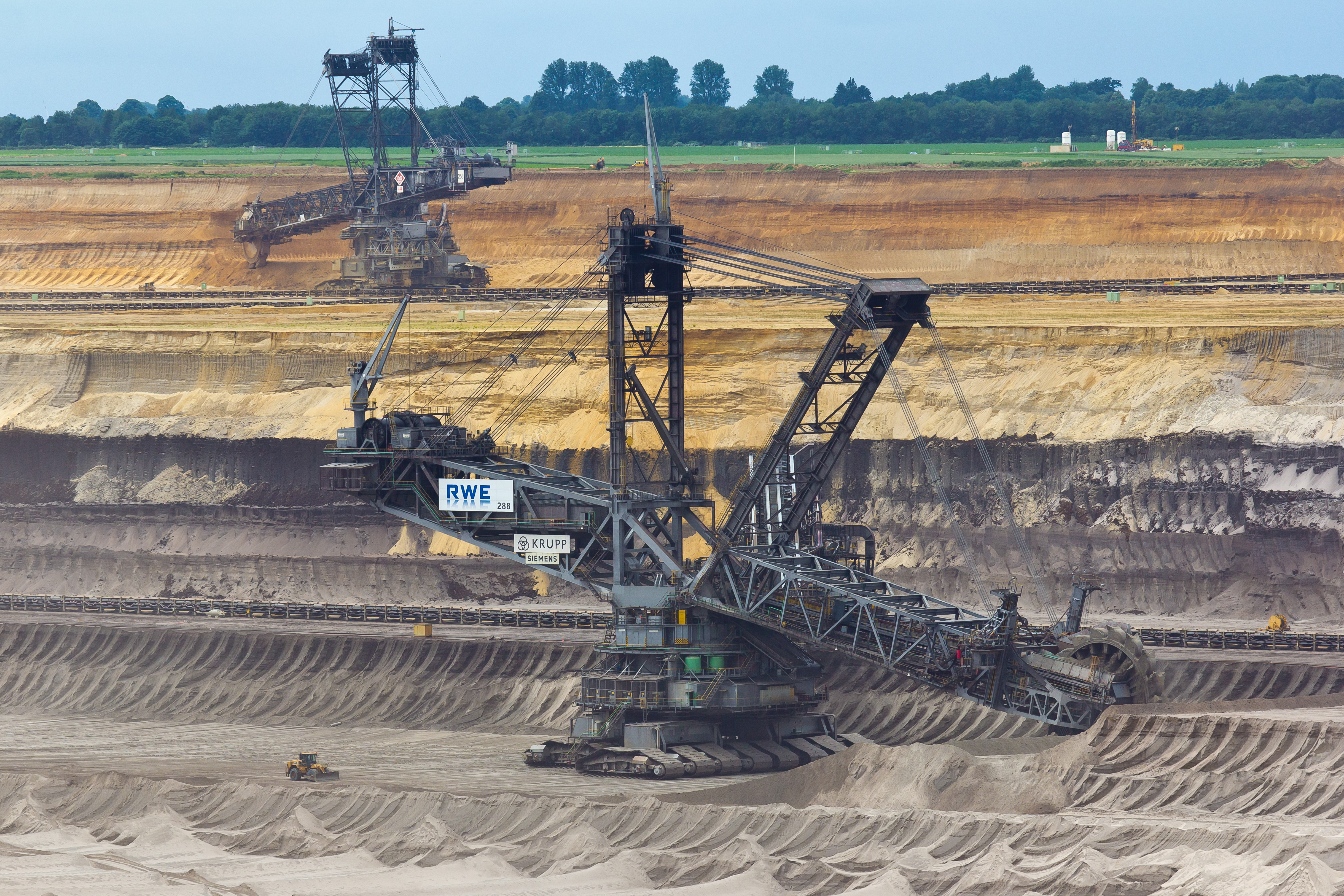
باغر 288.

باغر 288 هي حفارة ذات مجرف دوراني تم بنائها من قبل شركة كروب الألمانية لصالح شركة التعدين أر دبليو إي.أخذت 5 سنوات للتصميم والتصنيع و5 سنوات أخرى للتجميع بتكلفة وصلت ل 100 مليون دولار وتم الإنتهاء منها في 1978.